# دی شین

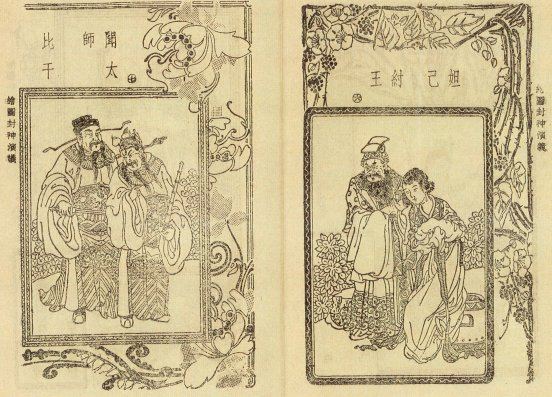
تصویری از یک کتاب قدیمی که شاه جو و همسرش داجی در سمت راست آن تصویر شده‌اند.

دی شین(چینی:文丁) زاده شده با نام زو(چینی:大丁) و شناخته شده با نام زو شانگ(چینی:帝辛) یا زی شو (چینی:帝辛) آخرین شاه بود از شاهان دودمان شانگ در چین.
سیما کیان، نویسنده و تاریخنگار هان، در کتاب شیجی، او را شاه شانگ دانسته‌است که در تختگاه این (چینی:亳)به شاهی نشست. وی ۵۲ سال فرمان راند.

## مرگ
این فرمانروا توسط شورشیان ژو از پای درآمد. وی که سلسلهٔ شانگ را در معرض نابودی می‌دید، ابتدا فاخرترین ردای مرَصع خود را بر تن کرد. سپس کاخ خود را به آتش کشید و در میان شعله‌های آتش و ویرانه‌های کاخ خویش، جان باخت. پس از او، سلسله شانگ، سقوط کرد و سلسلهٔ جدیدی به نام ژو روی کار آمد.